# چیزهای عجیب (فصل ۳)
فصل سوم سریال علمی–تخیلی و وحشت روان‌شناختی چیزهای عجیب با عنوان رسمی چیزهای عجیب ۳ توسط کمپانی نت‌فلیکس در تاریخ ۴ ژوئیه ۲۰۱۹ و در ۸ قسمت پخش شد. این سریال توسط برادران دافر ساخته شده‌است. برادران دافر به غیر از نویسندگی و کارگردانی سریال، به همراه شاون لوی یکی از تهیه‌کنندگان اجرایی پروژه نیز هستند.
فین ولفهارد، میلی بابی براون، نوآ اشنپ، گیتن ماتارازو ،کلب مک لاگلین، سیدی سینک، وینونا رایدر، دیوید هاربر، ناتالیا دایر، چارلی هیتون، جو کیری و کارا بوینو همه نقش‌های خود در دو فصل قبل را در اینجا نیز تکرار کرده و کری الویس، مایا هاک و جیک بیوزی نیز به عنوان بازیگران جدید از این فصل به تیم بازیگری اضافه شدند. داستان فصل سوم در تابستان سال ۱۹۸۵ رخ می‌دهد. مایکل بعد از مدت‌ها به همراه الون در حال گذراندن آرامش است و پاساژی جدید در شهر هاوکینز افتتاح شده‌است و مدتی است شهر با مشکلی مواجه نشده‌است اما همراه با نزدیک شدن به تاریخ ۴ ژوئیه و فرارسیدن روز استقلال، رویدادهایی غیرقابل توضیح شروع به رخ دادن می‌کند و مایک و دوستانش مجبور می‌شوند دوباره با ترس‌های قدیمی خود مواجه شوند.

## داستان
تابستان ۱۹۸۵ و هم‌زمان با اکران فیلم بازگشت به آینده، آرامش به شهر هاوکینز بازگشته است. مایکل و الون زمان خوبی را باهم سپری می‌کنند و به نظر می‌رسد که اِلِون پس از مدت‌ها سختی، طعم زندگی واقعی و با آرامش را می‌چشد و برای اولین بار از مایک (مایکل ویلر) برای مدتی جدا می‌شود و شروع به دوستی خوبی با مکس (مکسین می فیلد) می‌کند که باعث می‌شود این دو متوجه اتفاقات عجیبی که در حال رخ دادن در شهر است شوند. شهر با رهبری شهردار جدید که فردی فاسد است و حمایت دولت را دارد، اداره می‌شود. با نزدیک شدن به تاریخ ۴ ژوئیه و فرارسیدن روز استقلال آمریکا، رویدادهایی غیرقابل توضیح همچون ناپدید شدن افراد شروع به رخ دادن می‌کند و مایک و دوستانش مجبور می‌شوند دوباره با ترس‌های قدیمی خود مواجه شوند.

## بازیگران
- فین ولفهارد در نقش مایکل ویلر
- میلی بابی براون در نقش الون / جین هاپر
- نوآ اشنپ در نقش ویل بایرز
- گیتن ماتارازو در نقش داستین هندرسون
- کلب مک لاگلین در نقش لوکاس سینکلر
- وینونا رایدر در نقش جویس بایرز
- دیوید هاربر در نقش جیم هاپر
- جو کیری در نقش استیو هرینگتون
- چارلی هیتون در نقش جاناتان بایرز
- ناتالیا دایر در نقش نانسی ویلر
- کارا بوینو در نقش کارن ویلر
- سیدی سینک در نقش مکسین می فیلد
- کری الویس در نقش شهردار لَری
- دیکر مانتگامری در نقش بیلی هارگرو
- پریا فرگوسن در نقش اریکا سینکلر
- مایا هاک در نقش رابین

## موسیقی
موسیقی فصل سوم چیزهای عجیب همچون دو فصل اول توسط مایکل استاین و کایل دیکسون ساخته شده‌است. آلبوم موسیقی فصل سوم شامل ۴۱ قطعه در تاریخ ۲۸ ژوئن ۲۰۱۹ منتشر شد.

## بازخوردها
فصل سوم با واکنش مثبتی همراه بود. راتن تومیتوز گزارش کرد که ۹۶٪ منتقدان نسبت به این فصل نظر مثبتی داشته‌اند که این درصد از روی ۵۰ نقد نقد به دست آمده‌است. متاکریتیک نیز بر پایه ۲۱ نقد، نمره ۷۴/۱۰۰ را به این فصل داد و اعلام کرد نظرات پیرامون فصل سوم «اغلب مثبت» است.